# Chociszew (gromada)
Chociszew – dawna gromada, czyli najmniejsza jednostka podziału terytorialnego Polskiej Rzeczypospolitej Ludowej w latach 1954–1972.
Gromady, z gromadzkimi radami narodowymi (GRN) jako organami władzy najniższego stopnia na wsi, funkcjonowały od reformy reorganizującej administrację wiejską przeprowadzonej jesienią 1954 do momentu ich zniesienia z dniem 1 stycznia 1973, tym samym wypierając organizację gminną w latach 1954–1972.
Gromadę Chociszew siedzibą GRN w Chociszewie utworzono – jako jedną z 8759 gromad na obszarze Polski – w powiecie łęczyckim w woj. łódzkim, na mocy uchwały nr 32/54 WRN w Łodzi z dnia 4 października 1954. W skład jednostki weszły obszary dotychczasowych gromad Chociszew, Orła, Kowalewice i Tkaczewska Góra ze zniesionej gminy Chociszew oraz wieś Mikołajew i wieś Rafałów z dotychczasowej gromady Mikołajew ze zniesionej gminy Parzęczew w tymże powiecie. Dla gromady ustalono 12 członków gromadzkiej rady narodowej.
1 stycznia 1958 z gromady Chociszew wyłączono część wsi Duraj o powierzchni 14,72 ha (położoną między terenami wsi Orła, osadą Krzemień i lasami państwowymi Grotniki), włączając ją do gromady Grotniki w powiecie łódzkim.
1 stycznia 1959 do gromady Chociszew przyłączono kolonię Nowa Jerozolima, wieś Nowe Młyny, wieś Sokola Góra, wieś Mariampol, osadę Smolarnia, wieś Florentynów, wieś Anastazew i wieś Gortatów ze zniesionej gromady Florentynów.
1 lipca 1968 gromadę zniesiono, a jej obszar włączono do gromady Parzęczew w tymże powiecie.